# Angelo Pietra

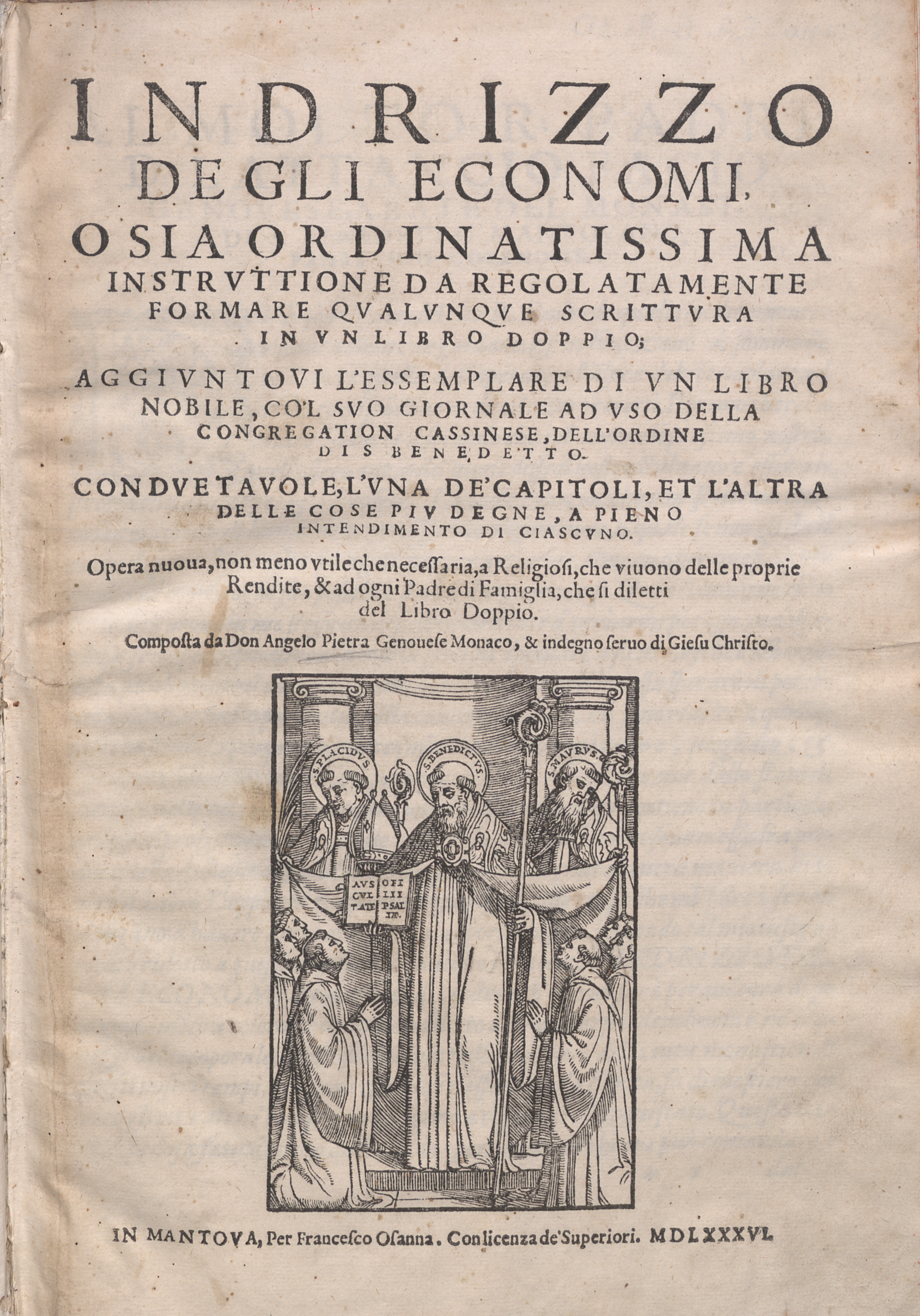
Indrizzo degli economi, 1586

Angelo Pietra (Moneglia, Liguria 1550 - Montecassino 1590), monje benedictino italiano. Gran precursor de la Contabilidad con el concepto de contabilidad patrimonial en su escrito Indrizzo degli economi, osia ordinatissima instruttione da regelatamente formare qualunque scrittura in un libro doppio.

## Biografía
Angelo Pietra nació en Moneglia, Liguria en 1550 y murió en Montecassino, en 1587. Pasó sus primeros años en Liguria y tal vez estudió en Montecassino. Después de ser ordenado sacerdote en 1569 en el monasterio benedictino de San Benigno en Génova, pasó varios años en Parma, Módena y Brescia antes de llegar a Mantua alrededor de 1585, donde completó e imprimió Indrizzo degli economi en 1586, en el que se trata detalles de la contabilidad mercantil, bancaria y patrimonial, incluyendo supuestos prácticos para el uso del libro diario y del libro mayor, reproduciendo los libros de su comunidad monástica como claro ejemplo de su preconización contable. 
Como prueba de su reconocida experiencia contable, fue encargado por el duque Guglielmo Gonzaga de la reorganización de las cuentas del Ducado de Mantua. Esta reorganización no se pudo completar de acuerdo a sus deseos, debido a la hostilidad mostrada por los funcionarios del ducado, adversa a los nuevos sistemas (Serra, 1985). Desde 1587, después de unos meses en Génova, se trasladó a Montecassino, donde murió.
El hecho de que Pietra era un monje benedictino y que algunos religiosos fueran los autores de algunos de los principales tratados de la contabilidad (tales como Luca Pacioli o Ludovico Flori) no fue motivo especial de asombro.
Adaptó la contabilidad comercial a la de los monasterios y en general a la de todos los organismos no lucrativos. Fue el primer autor en ocuparse de las cuentas de previsión del presupuesto. Por la lucidez de su obra, es considerado por muchos como uno de los primeros grandes autores de obras de Contabilidad.